# Čaadaevka
Čaadaevka (in russo Чаадаевка?) è un insediamento di tipo urbano della Russia europea centrale, situato nel Penzenskij rajon dell'oblast' di Penza.
Si trova sulla riva destra del fiume Sura, 65 km a sud-est di Penza. Vi si trova una stazione della Ferrovia Transiberiana. La strada M5 «Ural» passa vicino all'insediamento.